# Awbere
Cet article concerne la ville. Pour le district, voir Awbere (woreda).
Awbere (aussi Aw-Barre ou Āwuberē) ou Teferi Ber est une ville d'Éthiopie située dans la zone Fafan de la région Somali.
Elle est située à une altitude de 1551 mètres.
Sa population atteint 10 813 habitants au recensement national de 2007.

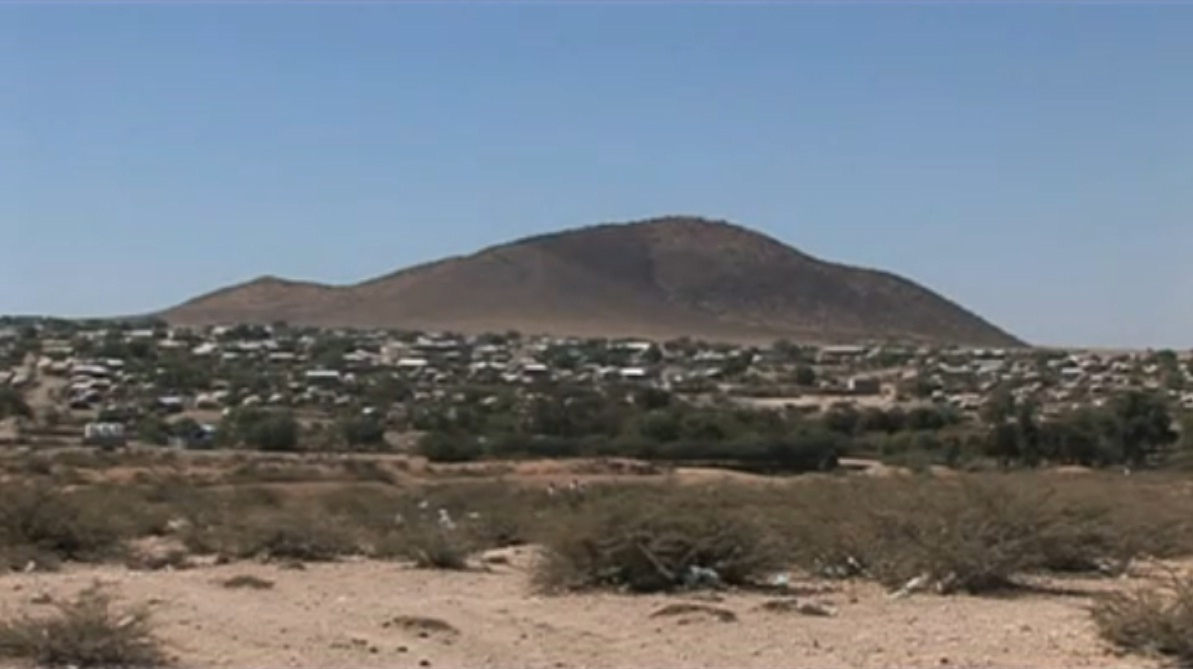
Vue sur la ville d'Awbere.
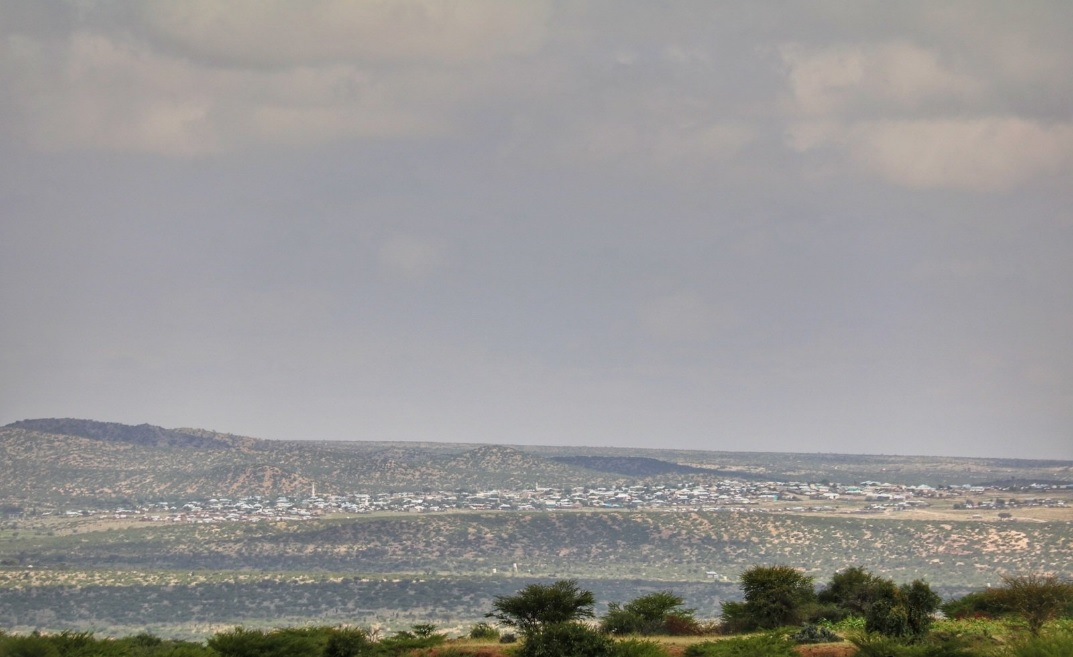
Autre vue.
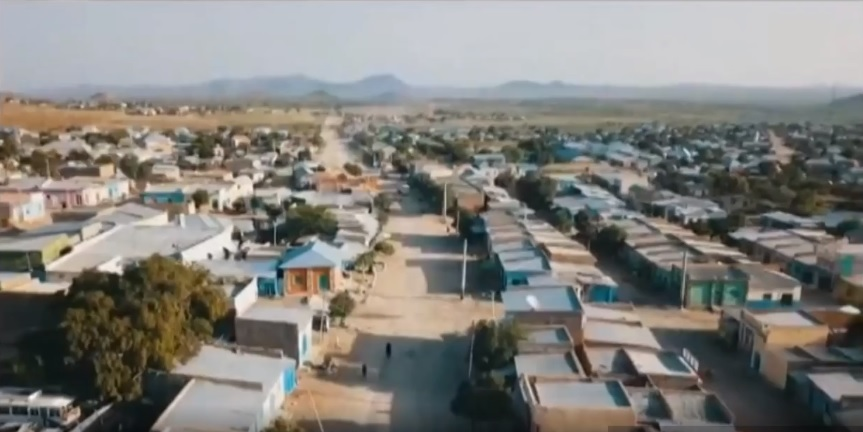
Centre-ville.